# Dimosthenis Michalentzakis
Dimosthenis Michalentzakis –en griego, Δημοσθένης Μιχαλεντζάκης– (19 de octubre de 1998) es un deportista griego que compite en natación adaptada. Ganó dos medallas en los Juegos Paralímpicos de Verano, oro en Río de Janeiro 2016 y bronce en Tokio 2020.

## Palmarés internacional
| Juegos Paralímpicos | Juegos Paralímpicos     | Juegos Paralímpicos | Juegos Paralímpicos |
| Año                 | Lugar                   | Medalla             | Prueba              |
| ------------------- | ----------------------- | ------------------- | ------------------- |
| 2016                | Río de Janeiro (Brasil) | Medalla de oro      | 100 m mariposa S9   |
| 2020                | Tokio (Japón)           | Medalla de bronce   | 100 m libre S8      |